# 홍은기
홍은기(洪殷基, 1997년 9월 29일~)는 대한민국의 가수이자 배우로 대한민국 보이 그룹 레인즈의 메인댄서와 서브보컬을 맡았었다.

## 학력
- 서울봉현초등학교 (졸업)
- 상도중학교 (졸업)
- 서울공연예술고등학교 실용무용과 (졸업)
- 상명대학교 공연영상문화예술학부 (졸업)

## 가수 외 활동

### 영화
- 《미스터 보스》(2020년) - 진원 역
- 《썸에어》(2021년)
- 《턴: 더 스트릿》(2021년) - 종윤 역
- 《살수》(2023년) - 달기 역

### 예능
- 싱어게인2 - top39

### 드라마
- 《썸에어》(2021년, 웹드라마) - 유주원 역
- 《IDOL (아이돌: The Coup)》(2021년, JTBC) - 율(김율) 역
- 《우당탕탕 패밀리》(2023년, KBS1) - 김재준 역